# José Anthony Torres
Pour les articles homonymes, voir José Torres et Torres.
José Mario Anthony Torres (né le 27 août 1972 au Panama) est un joueur de football international panaméen, qui évolue au poste de défenseur.

## Biographie

### Carrière en sélection
Avec l'équipe du Panama, il joue 69 matchs entre 2000 et 2009. 
Il figure dans le groupe des sélectionnés lors des Gold Cup de 2005 et de 2009. Il atteint la finale de cette compétition en 2005, en étant battu par les États-Unis.
Il joue également 22 matchs comptant pour les tours préliminaires de la coupe du monde, lors des éditions 2002, 2006 et 2010.

## Palmarès
| \| CD Platense - Championnat du Honduras (1) : - Champion : 2001 (Clôture). \| \| CD Marathón - Championnat du Honduras (1) : - Champion : 2004 (Ouverture). \| |  | Panama - Gold Cup : - Finaliste : 2005.                                    |
| CD Platense - Championnat du Honduras (1) : - Champion : 2001 (Clôture).                                                                                        |  | CD Marathón - Championnat du Honduras (1) : - Champion : 2004 (Ouverture). |